# Thalattosaurus
Il talattosauro (gen. Thalattosaurus) è un rettile acquatico estinto, che dà il nome al gruppo dei talattosauri. Visse nel Triassico superiore (Carnico, circa 230 milioni di anni fa) e i suoi resti fossili sono stati ritrovati in Nordamerica (California e Columbia Britannica).

## Descrizione
Questo animale doveva possedere un corpo vagamente simile a quello di un varano, con arti brevi ai lati e una lunga coda appiattita lateralmente. Il cranio era piuttosto insolito: il muso era formato da ossa premascellari che nella regione anteriore erano incurvate verso il basso, a formare una sorta di becco ricurvo. I denti anteriori erano aguzzi e ricurvi verso l'indietro. Quelli posteriori, separati dagli altri da un diastema, si trovavano lungo il bordo della mascella e avevano una forma più larga e smussata. La mandibola era diritta e dotata di denti anteriori aguzzi, mentre quelli posteriori erano anch'essi smussati. Gli arti erano brevi ma piuttosto robusti, con omero e femore di struttura compatta. Gli artigli erano piuttosto robusti e ricurvi. La lunghezza totale di Thalattosaurus doveva aggirarsi intorno ai due metri.

## Classificazione
I primi fossili di questo animale vennero ritrovati nella contea di Shasta (California) nel 1893 da James Perrin Smith, e vennero studiati nel 1904 da John C. Merriam dell'Università della California. Merriam studiò una mascella proveniente dalla formazione Hosselkus e concluse che si trattava di una forma simile all'ittiosauro Mixosaurus, rinvenuto in Europa. Ulteriori ritrovamenti vennero studiati in seguito e permisero a Merriam di istituire un nuovo genere e una nuova specie di rettile marino, Thalattosaurus alexandrae, appartenente a un nuovo ordine di rettili (i Thalattosauria appunto).

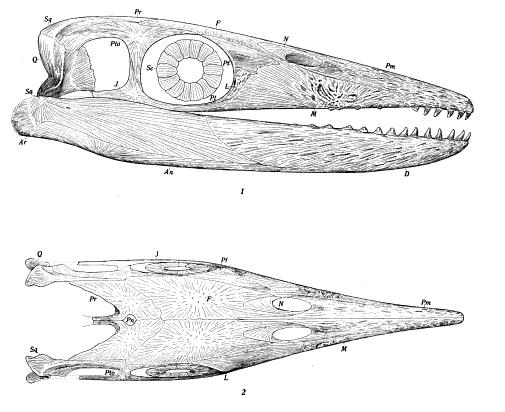
Ricostruzione desueta del cranio di Thalattosaurus alexandrae, ad opera di J. C. Merriam

L'olotipo della descrizione di Merriam era un cranio spezzato in quattro parti, separate da striature di roccia, poi rimossa durante la preparazione. Nel ricostruire il cranio, Merriam ipotizzò un muso dritto, come quello degli altri rettili. Solo successivamente il cranio venne ricostruito con il caratteristico profilo "aquilino". Ossa tondeggianti nei pressi della zona delle zampe vennero interpretati come falangi, e l'intera zampa venne considerata come una struttura simile a una pagaia (come negli ittiosauri). Successivi esemplari permisero di stabilire che i talattosauri possedevano ancora dita separate e funzionali.
Una completa ridescrizione dei resti studiati da Merriam, operata da Elizabeth Nicholls nel 1999, ha permesso di stabilire che Thalattosaurus era un rappresentante derivato (evoluto) dei talattosauri, affine ad alcune forme europee come Hescheleria e Clarazia. Altri generi affini sono i nordamericani Agkistrognathus e Paralonectes.

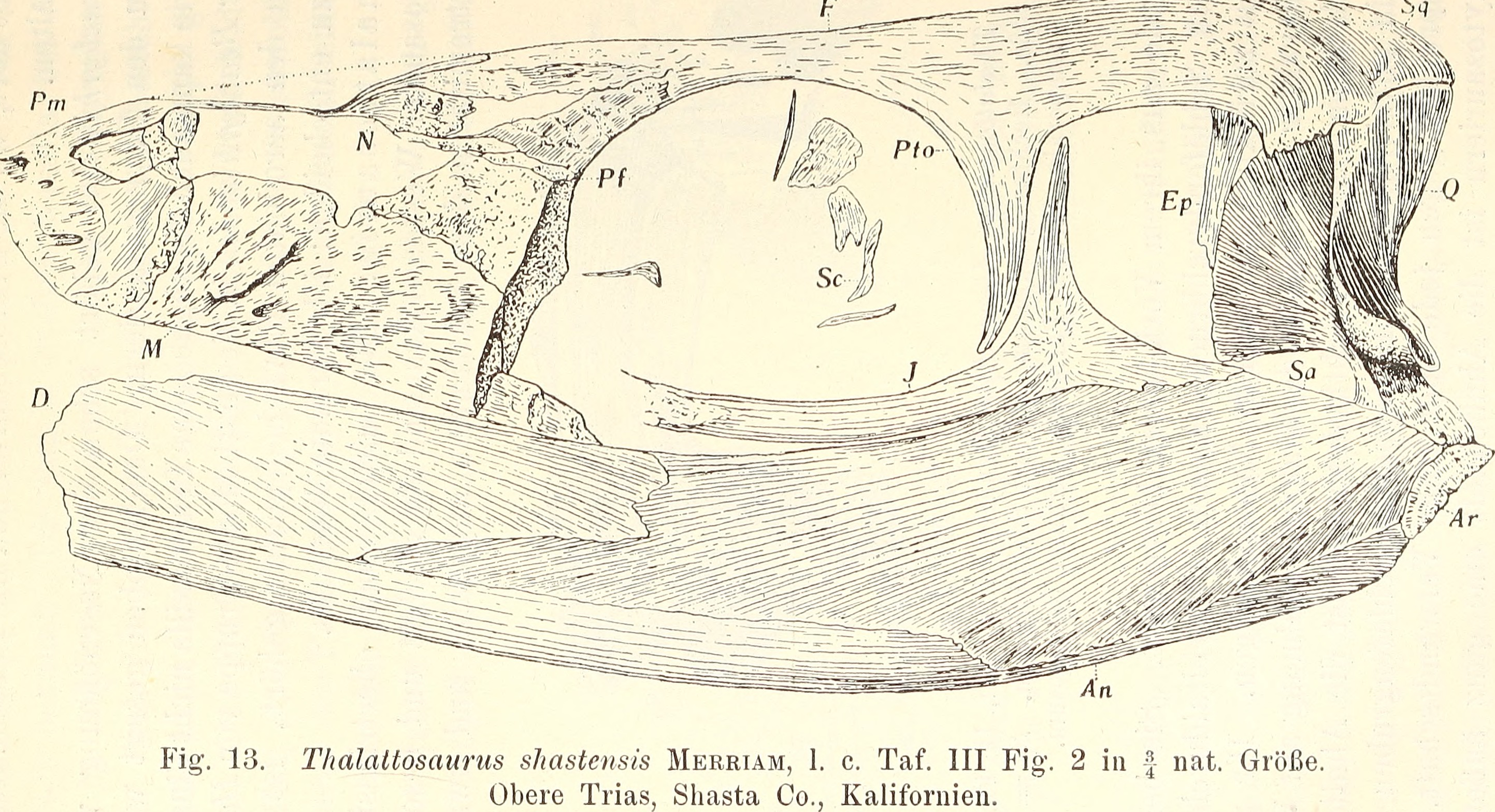
Cranio incompleto di Thalattosaurus

Oltre alla specie tipo, a Thalattosaurus sono state ascritte altre specie: Merriam individuò altre due specie, T. perrini e T. shastensis, ma la prima è basata su scarsi resti fossili andati perduti e la seconda è stata ascritta al genere affine Nectosaurus (Nicholls, 1999). La stessa Nicholls (1993) ha invece descritto una specie di Thalattosaurus proveniente dalla Columbia Britannica (T. borealis), che estende geograficamente la diffusione del genere.

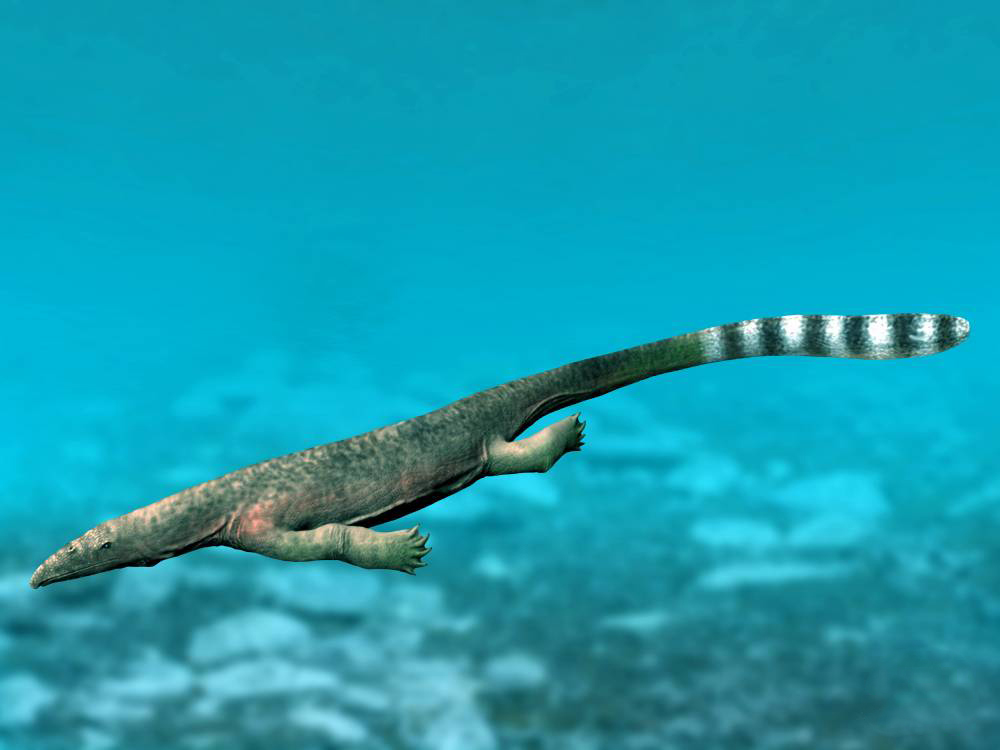
Ricostruzione di Thalattosaurus alexandrae

## Paleoecologia
Thalattosaurus era una creatura acquatica, che si spostava lungo le coste e nuotava in acque basse. È probabile che i forti artigli aiutassero l'animale ad ancorarsi alle rocce del fondale. La struttura dei denti indica che questi erano usati più per trattenere le prede e frantumare gusci che per arpionarle. Probabilmente le sue prede abituali erano i molluschi dal guscio duro come le ammoniti, i cui fossili sono stati rinvenuti in grande quantità nello stesso giacimento che ha restituito i fossili di Thalattosaurus.

## Significato del nome
Il nome Thalattosaurus deriva dal greco e significa "lucertola marina", con riferimento all'ambiente di vita dell'animale. L'epiteto specifico della specie tipo, alexandrae, è invece in onore di Annie Alexander, una talentuosa cacciatrice di fossili della California nei primi del '900.